# Idioma suabo

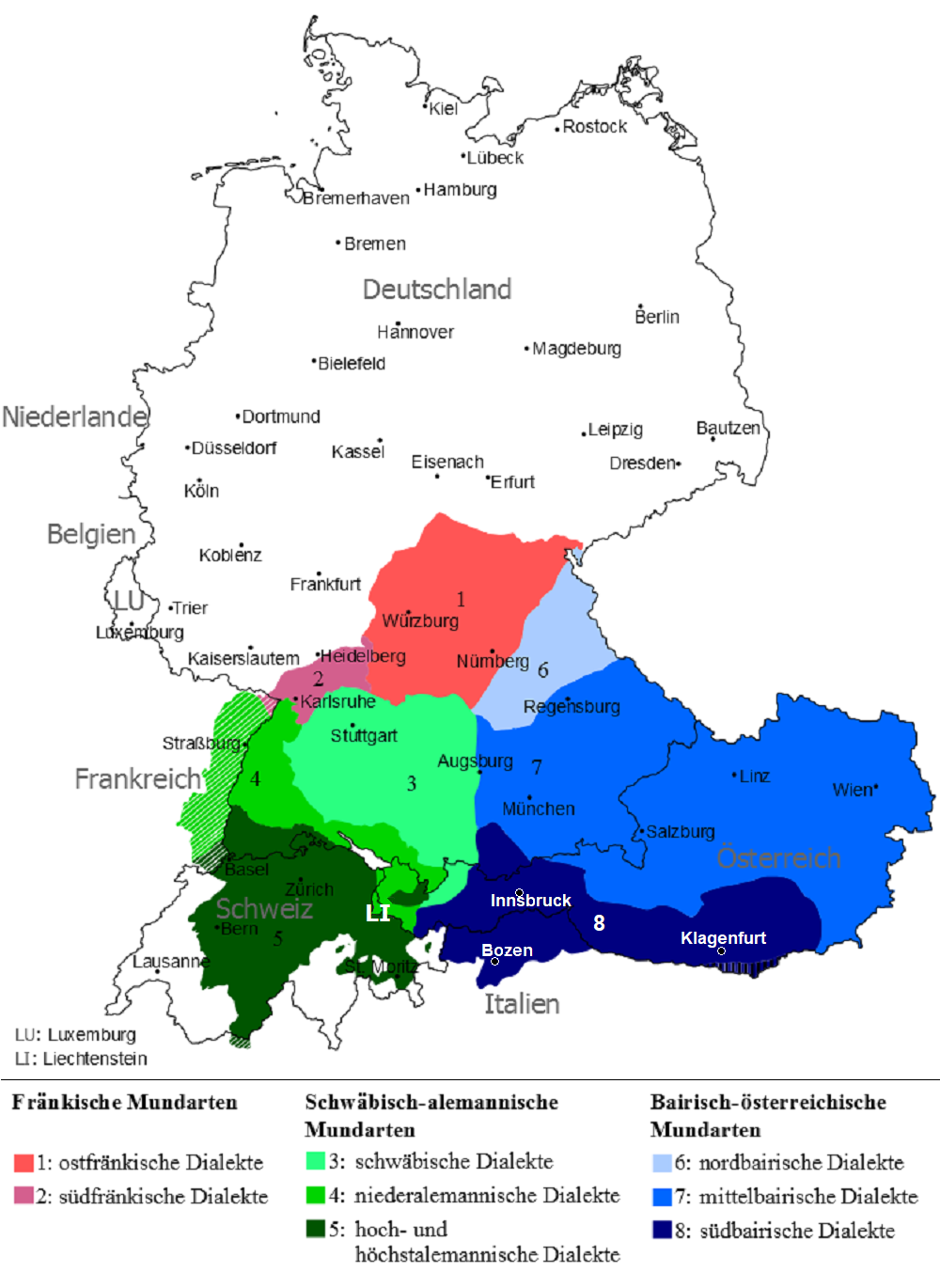
Los dialectos suabos (n.° 3) dentro del grupo alto alemán.

El suabo (en alemán: Schwäbisch, pronunciación: /ˈʃvɛːbɪʃ/ⓘ) es un conjunto de dialectos del alto alemán hablado en el centro y este de Baden-Wurtemberg y parte occidental de Baviera, área denominada Suabia o Schwaben en alemán. Se clasifica como parte del conjunto de lengua alemana junto con los dialectos de Suiza, Baden-Wurtemberg y Alsacia, que a su vez pertenecen al alto alemán.
Los dialectos del suabo poseen notables diferencias entre sí. Especialmente característica es la diferencia entre las formas del participio perfecto de "ser" (en alemán estándar (al. est.) gewesen): gwä y gsi. El grupo "gsi" se encuentra más próximo al alemán de Suiza y los dialectos alemanes propiamente dichos.

## Descripción lingüística
Características notables del suabo son entre otras:
- Se produce la diptongación de las vocales largas î y û del alto alemán medio (al contrario de otros dialectos alamanes). Sin embargo, los diptongos creados /ei/ y /ou/ no se funden con los antiguos diptongos /oe/ y /ao/, sino que se distinguen claramente. Es decir, en el suabo existen pares mínimos como "weis" / "woes" y "d toube" / "dr taobe", que en alemán estándar se pronuncian de forma idéntica (weiß (blanco)/weiß (sabe), die Taube (la paloma)/der Taube (el sordo)).
- La pronunciación de "en" como vocal â, que se encuentra entre [a] y [ə] según la zona.
- La terminación "-ât" de todos los plurales de verbos en presente (verbo hacer: mir machât, ihr machât, se machât), que también se encuentra en el bajo alemán.
- El uso generalizado de "wo" (donde) en oraciones relativas, en lugar de los pronombres relativos der, die, das ((el/la/los/las) que). Ejemplo: D toube, wo weis isch (en alemán estándar: Die Taube, die weiß ist.) = La paloma que es blanca.
- La pronunciación de "st" y "sp" como "scht" ([ʃt]) y "schp" ([ʃp]) (por ejemplo, Fest (fiesta) se pronuncia Fescht) o como "schb" ([ʃb]) y "schd" ([ʃd]) a comienzo de palabra (por ejemplo, Stein (piedra) como Schdoe(n)).
- Las consonantes sordas del alemán estándar se pronuncian sonoras si se encuentran a mitad de palabra (por ejemplo, schicken (enviar) como schiggâ).
- Los diminutivos en "-le" (pronunciados de forma muy corta, por ejemplo, Haus (casa), Heisle) o en "-lâ" en plural (por ejemplo, Spätzlâ, un tipo de pasta típico de la región).
- El uso del perfecto como sustituto del imperfecto y del perfecto doble (i hân gmacht ghet) en lugar del pluscuamperfecto.
- Uso generalizado de la "s" sorda en lugares en los que hay "s" sonora en alemán estándar.

## Usos diferenciados del vocabulario
Existe un vocabulario propio bastante amplio, pero se destacan algunas palabras que pueden producir confusión en su uso en alemán estándar y el dialecto suabo:
- Partes del cuerpo: Fuß (pie) se refiere a toda la pierna hasta la pantorrilla; Rücken (espalda) incluye el trasero.
- Animales: la mosca se llama Mugg (al. est. Stubenfliege); un mosquito Schnôk (al. est. Stechmücke; la palabra del al. est. emparentada Schnake se emplea para nombrar las típulas);
- Verbos de movimiento:
  - gângâ (al. est. gehen andar) se emplea para indicar el cambio de lugar, "ir" - el "andar", como un tipo de movimiento, se dice laufen, que en al. est. significa correr; correr se dice springen, que en al. est. significa saltar; saltar se dice hopfâ/hopsâ (en al. est. hüpfen) o juckâ (en al. est. jucken significa picar u hormiguear); picar u hormiguear se dice beißâ (en al. est. beißen significa morder); correr rápido se dice sauâ, cuyo imperativo sau también significa cerdo (también en al. est.).
  - colgar se dice heben (hebâ) que en al. est. significa levantar; levantar se dice lupfen (lupfâ).
- Nosotros se dice mir, que en al. est. significa "a mí". Un ejemplo es Mir kennât älles, außer Hochdeitsch (Sabemos todo, menos hablar alemán estándar), lema del gobierno regional de Baden-Wurtemberg.

## Dialectos
Los dialectos se dividen en dos según las formas del participio perfecto de "ser", sido:
- Grupo gwä
  - Bajo suabo en el valle medio del río Neckar y las regiones colindantes.
  - Alto suabo en Wurtemberg al sur del Danubio y en la región administrativa de Suabia en Baviera (zona de transición al grupo gsi, aunque aquí como gsei).
  - Suabo oriental en la región oriental de Wurtemberg y en la comarca bávara de Danubio-Ries (aproximadamente entre Ulm, Donauwörth, Ellwangen (Jagst) y Schwäbisch Gmünd); se puede considerar como bajo suabo de transición al alto suabo.
    - Suabo del Ries es un dialecto con claras resonancias del bajo suabo, pero que se diferencia de forma clara: así, se dice do dranna y no do hanna para decir allí.
- Grupo gsi
  - Dialecto de Algovia o Allgäu en alemán (Allgäuerisch) en la zona baja y oriental de Algovia; también se usa en zonas fronterizas del Tirol (Lechtal, Außerfern) y Alta Baviera (Lechrain); se distingue claramente de los dialectos bajo alamanes (zona alta y occidental de Algovia) por la línea Wiib-Weib (al. est. Weib, mujer)

## Individualización local
Lingüistas expertos pueden adivinar la procedencia de una persona de la cordillera de Schwäbische Alb gracias a su dialecto con una sorprendente exactitud. Para ello es importante la pronunciación de la palabra "no" (al. est. nicht) como "nedd", "nedda", "edd", "edda", "nitt", "idd", "idda", "itt" o "itta". Desgraciadamente, estas diferencias están desapareciendo en las generaciones más jóvenes. Las diferencias de estos dialectos también se muestran en que un hablante de Stuttgart apenas entiende a alguien proveniente de la Schwäbische Alb si éste se acelera un poco. El suabo de la cordillera, el Albschwäbisch, se caracteriza por una entonación o cantilena propia.
También es interesante la diferenciación del suabo hablado según la religión del hablante. En los lugares predominantemente protestantes (luteranos), la pronunciación de algunas palabras es distinta que en lugares católicos. Thaddäus Troll lo achacaba al estilo de los sermones de los diferentes sacerdotes y pastores. Ejemplos:
| católico | protestante | traducción |
| -------- | ----------- | ---------- |
| Lehrer   | Lährer      | profesor   |
| Seele    | Sähle       | alma       |
| Ehre     | Ähre        | honor      |
| Vaddr    | Vahder      | padre      |

## Literatura en suabo
- Sebastian Sailer (1714-1777)
- August Lämmle (1876-1962)
- Sebastian Blau (1901-1986)
- Oscar Heiler (1906-1995)
- Sissi Kicherer
- Willy Reichert (1896-1973)
- Peter Schlack (*1943)
- Thaddäus Troll (1914-1980)